# Ratsada
Ratsada (vollständiger Name: Somdet Phra Ratsadathirat, Thai: สมเด็จ พระรัษฎาธิราช, auch: Rattha; * 1529/30; † 1534/35) war der 13. König des siamesischen Königreiches Ayutthaya. Er regierte von 1533/34–1534/35 (C.S. 895–896).

## Leben
Als Borommaracha IV. starb, war sein einziger Sohn Prinz Ratsadathirat Kuman gerade fünf Jahre alt. Er wurde zwar zum König gekrönt, er hielt dieses Amt aber nur fünf Monate, bevor er vom Halbbruder seines Vaters Chairacha ermordet wurde. Dieser ließ sich dann selbst als Chairachathirat zum König krönen.
Der Chronist Jeremias Van Vliet, Kaufmann der Niederländischen Ostindien-Kompanie (VOC), der von 1633 bis 1642 in Ayutthaya lebte, beschreibt den König so: 

„Der Sohn von No Phutthangkun folgte seinem Vater auf den Thron als er fünf Jahre alt war. Er wurde Woraratsadathirat genannt. Aus Mangel an qualifizierteren Personen wurde dieses Kind zum König gekrönt, da der vorherige König weder einen Bruder noch ältere Söhne hatte. Er lebte nicht länger als fünf Monate. Er wurde von seinem Cousin ermordet, der das Königreich als Regent führte.“